# Formicoxenini
Formicoxenini — колишня невелика триба мурашок підродини Myrmicinae, що виділялася в другій половині XX століття й до початку XXI. Переважно дрібні мурашки, які часто мешкають під камінням, під корою чи мертвою деревиною, у деревині. Мають зазвичай дрібні гнізда, які містять від десятка до кількох сотень особин, зрідка кілька тисяч. Загалом непримітні мурашки. До триби 1999 року належало 22 роди з понад 500 видами, поширеними всесвітньо.
Деякі види є соціальними паразитами — мурашками-рабовласниками. У трибі виявлено 6 гілок такого паразитизму, які виникли в еволюції незалежно.
У 2015 році дослідники опублікували нову класифікацію підродини Myrmicinae, у якій замість 25 триб стали виділяти лише 6, тому центральні роди триби було переміщено до нової триби Crematogastrini. Серед них роди Gauromyrmex, Vombisidris, Harpagoxenus, Formicoxenus, Leptothorax, Temnothorax. Кладистичний аналіз виявив, що роди Chalepoxenus, Myrmoxenus і Protomognathus є підгрупами роду Temnothorax. Натомість роди Atopomyrmex, Dilobocondyla, Ochetomyrmex, Nesomyrmex, Podomyrma і Terataner виявилися неспорідненими до цієї групи, а положення роду Cardiocondyla залишалося неясним..

## Склад
До триби до 2015 року відносили такі роди:
- Atopomyrmex André, 1889
- Cardiocondyla Emery, 1869
- Chalepoxenus Menozzi, 1923
- Dilobocondyla Santschi, 1910
- †Eocenomyrma Dlussky & Radchenko, 2006
- Formicoxenus Mayr, 1855
- Gauromyrmex Menozzi, 1933
- Harpagoxenus Forel, 1893
- Leptothorax Mayr, 1855
- Myrmoxenus Ruzsky, 1902
- Nesomyrmex Wheeler, 1910
- Ochetomyrmex Mayr, 1878
- Peronomyrmex Viehmeyer, 1922
- Podomyrma Smith, 1859
- Poecilomyrma Mann, 1921
- Protomognathus Wheeler, 1905
- Romblonella Wheeler, 1935
- Rotastruma Bolton, 1991
- Stereomyrmex Emery, 1901
- †Stigmomyrmex Mayr, 1868
- Temnothorax Mayr, 1861
- Terataner Emery, 1912
- Tricytarus Donisthorpe, 1947
- Vombisidris Bolton, 1991
- Xenomyrmex Forel, 1885